# Ван дер Меер, Ян (Утрехтский)
Ян ван дер Меер Утрехтский (Ян Вермеер Утрехтский / Йохан ван дер Меер / нидерл. Jan van der Meer van Utrecht / ; Vermeer d’Utrecht / Meer, Jan van der (III); 16 февраля 1630, Схиплёйден, Южная Голландия — не ранее май 1695 и не позднее сентябрь 1697, Вреесвейк) — художник-портретист, мастер жанровых сцен эпохи Золотого века голландской живописи.

## Биография
Будущий живописец, Ян Вермеер Утрехтский, был крещён 16 февраля 1630 года в Схиплёйдене. Его отец умер, когда мальчику было 10 лет, так что воспитание Ян Ван дер Меер получил в доме двоюродного деда в Роттердаме. По сведениям, сообщённым Хаубракеном, Ван дер Меер путешествовал по Италии вместе с Ливе Верхёйзеном), а в самой Италии подружился с Виллемом Дростом и Иоганном Карлом Лотом.
Вернувшись в Голландию в 1662 году, уже в следующем году Ван дер Меер вступает в члены Утрехтской гильдии святого Луки, а в 1664—1666 годах становится деканом гильдии.
В биографии Яна Давидса де Хема Хаубракен приводит любопытный эпизод из жизни Ван дер Меера Утрехтского. По возвращении из Италии, Ван дер Меер женился на богатой вдове, владевшей фабрикой по производству свинцовых белил. Жизнь не доставляла ему особых хлопот, пока не умерла его жена. В довершение несчастий фабрику во время нашествия армии Людовика XIV (Год бедствий, нидерл. Rampjaar) сожгли французские солдаты.
До этого времени живописью Ван дер Меер занимался скорее для собственного удовольствия, будучи внуком очень состоятельного деда.
Затем Ван дер Меер прибыл ко двору своего покровителя, Фредерика Зёйлестейн-Нассауского (уб. 1672). Здесь ему пригодились навыки живописца, и он, не в последнюю очередь благодаря удачно исполненному портрету юного принца Вильгельма III в окружении цветов, получает место на государственной службе.
По-видимому, именно покровительство Фредерика де Зёйлестейна способствовало назначению Ван дер Меера в члены правления Утрехта (Vroedschap), хотя художник вполне мог ощущать свою ненужность в этой среде. Утрехтский совет проявил сострадание к участи Ван дер Меера в 1672 году (несчастном, впрочем, для всей независимой Голландии) после утраты им средств к существованию, и вот он получает пост сборщика налогов и контролёра важного шлюза в Вреесвейке. В 1683 году в том же Вреесвейке Ван дер Меер сочетался вторым браком с Хендриной Хаунитоп (Hendrina Hounietop). Здесь он и умер между маем 1695 года и сентябрём 1697 года.

## Галерея
- Портрет Вильгельма III Оранского в 10-летнем возрасте[9]
между 1662 и 1666; холст, масло 131 × 114 см.
Музей изящных искусств Лиона, Франция[10]
- Поедающий лапшу. 1656
Холст, масло 93,5 × 72 см. Национальный музей, Варшава
- Любитель вина. 1656
холст, масло 93 × 71 см. Национальный музей, Варшава
- Регенты сиротского приюта Утрехта. 1680
Холст, масло 276 × 436 см. Fundatie van Renswoude, Утрехт

## Музейные собрания
- Музей изящных искусств Лиона, Франция
- Лувр, Париж, департамент картин
- Национальный музей, Варшава

## Живопись Ван дер Меера в сети
- У входа в таверну, 1653. Холст, масло 70 × 66 см Париж, Лувр INV. 1452
- Трое на ферме; 2-я пол. XVII века. Дерево, масло 37 × 30 см (Аукцион Chrisie’s, Вена, 1996)